# Big Time Rush
Big Time Rush is een Amerikaanse sitcom, uitgezonden door Nickelodeon. Vier ijshockey spelende tieners uit Minnesota (Kendall Knight, James Diamond, Carlos Garcia en Logan Mitchell) worden plotseling naar LA gehaald, waar producer Gustavo Rocque van hen de volgende boyband wil maken. Kendall is de leider van de groep en moest in een aflevering de "bad boy" zijn. James is de knapste van het stel, Carlos draagt altijd een helm en is de grappige kluns, en Logan is de bolleboos.
Big Time Rush is ook een boyband op zich, dus ze zingen wel echt in de serie. Ze hebben ook meerdere singles op hun naam staan.
Op 24 mei 2011 maakte Nickelodeon bekend dat de serie een derde seizoen zal krijgen. Op 6 mei 2013 maakten sommige castleden bekend dat Big Time Rush zal gaan eindigen na seizoen 4. In eerste instantie was dit nog niet definitief, want Nickelodeon heeft er niets over bekendgemaakt. Later maakte Nickelodeon bekend, dat seizoen 4 het laatste seizoen van Big Time Rush is. De serie eindigde in Amerika op 25 juli 2013 en in Nederland op 15 november 2013.
Tijdens de coronapandemie bracht de groep online een akoestische versie uit van het nummer "Worldwide" en later van "Beautiful Christmas". In december 2021 is de groep weer op tournee gegaan. Sindsdien maakt de groep weer nieuwe nummers. Het eerste nieuwe nummer was "Call it like I see it", de eerste nieuwe single van het album B.T.R. in acht jaar tijd.

## Personages
Kendall Donald Knight (Kendall Schmidt) – Kendall is de leider van de band. Hij is groot en blond, met brede donkere wenkbrauwen. Gustavo kiest Kendall als zanger, maar Kendall was Gustavo zelfs aan het uitschelden, maar Kendall kreeg Gustavo omgepraat om van hem, James, Carlos én Logan een boyband te maken. Later wilde Griffin dat Kendall de bad boy zou worden, maar Kendall weigerde iemand te zijn die zijn rug toekeerde naar zijn maten. Kendall is de meest loyale van de vier, hij houdt de groep bij elkaar. De andere jongens kloppen altijd bij hem aan als ze een probleem hebben dat ze zelf niet op kunnen oplossen. Kendall wordt beschreven als de loyale vriend, die altijd voor iedereen klaar staat met goede ideeën. Nadat alle jongens helemaal veranderd waren door Hollywood Fever was hij ook degene die hen weer bij elkaar brengt. Hij is ook heel erg verliefd op Jo Taylor, die later zijn vriendin wordt, maar later naar Nieuw-Zeeland moet. Vlak daarna komt Lucy Stone naar Palmwoods en wordt hij verliefd op Lucy. Hij werkt zich ook erg in de nesten als Jo net terugkomt en Kendall ziet zoenen met Lucy in de lift.
James Diamond (James Maslow) – James was degene die als eerste had bedacht dat hij beroemd wilde worden. Hij is geobsedeerd door zijn haar en zijn uiterlijk en heeft altijd zijn gelukskam bij zich. Volgens de andere jongens is James degene die er het beste uitziet, en die altijd met de leuke meiden mag uitgaan. In de aflevering Big Time Dance vraagt James per ongeluk meerdere meisjes tegelijk naar het schoolbal om Logan te helpen Camille mee uit te vragen naar het bal. Hij is ook geobsedeerd door bandana's en wil ze altijd dragen, hij wil ook graag dat zijn maten bandana's dragen, net als hij bandana's draagt. Hij noemt zichzelf dan ook Bandana Man.
Carlos Garcia (Carlos Pena Jr.) – Carlos is de grappige van het stel, onafscheidbaar van zijn hockeyhelm. Zijn vader is politieagent en wanneer Carlos' helm gestolen wordt, zetten ze samen een heel onderzoek op om de helm terug te vinden. Carlos is gemakkelijk in de omgang en ook erg lief en eerlijk. Carlos vindt het ook geweldig om rondgedragen te worden door Vrachttrein, de enorme bodyguard van Gustavo. Carlos is altijd eerlijk, soms te eerlijk.
Logan Hortence Mitchell (Logan Henderson) – Logan is de slimste uit de groep, die zodra hij onder druk wordt gezet gaat panikeren. Zodra zijn vrienden iets slechts doen zegt hij altijd: Ik heb nieuwe vrienden nodig, en ook zegt hij vaak: Ik wil andere vrienden, maar dat meent hij nooit en hij staat altijd klaar voor zijn vrienden ook al vindt hij hun ideeën nog zo slecht. Logan heeft een knipperlichtrelatie met Camille, een actrice uit Palmwoods. Het was niet duidelijk of Logan wist dat Camille heel erg verliefd op hem was, maar wanneer Camille hem zoende voor een auditie voor One Three Hill zegt hij dat hij aangenaam verrast is. In de aflevering Big Time Dance wil Logan Camille meevragen naar het bal, maar omdat hij nog nooit een meisje mee heeft uitgevraagd wordt hij geholpen door James, maar dat lukt niet echt goed omdat Logan als hij onder druk wordt gezet nogal onhandig kan worden. Na een hele hoop gedoe wint Logan uiteindelijk Camilles hart door op een paard (Kendall en James in het paardenkostuum) te vragen of ze met hem uit wil. Hij is de slimste en meest realistische van de vier, en ziet altijd de keerzijde van hun plannetjes. En zijn echte naam is Hortence, maar ze noemen hem Logan omdat de moeder van James Hortence geen leuke naam vindt.
Katie Knight (Ciara Bravo) – Katie is het kleine zusje van Kendall, die de jongens af en toe helpt. In de aflevering Big Time Break komt Katie erachter dat Jo liegt over haar vriendje, en helpt zo haar grote broer aan een date met Jo. Katie weet beter hoe ze met de hele situatie moet omgaan dan haar moeder. Katie is bazig, slim, listig, en ze helpt de jongens vaak met hun plannetjes. Ze heeft ook altijd een oplossing.
Gustavo Rocque (Stephen Kramer Glickman) – Gustavo Rocque is een wereldberoemde producer. Hij ontmoet de jongens in Minnesota en geeft Kendall de kans om met hem mee te gaan naar Los Angeles (of L.A.) om een ster van hem te maken. Gustavo was ooit heel succesvol, maar hij heeft al negen jaar geen hit meer gehad, en hij hoopt dat de nieuwe boyband hem weer naar de top brengt. Hij is cliché gemeen, en hij heeft altijd een frons in zijn voorhoofd als hij naar een nieuwe song van de jongens luistert, ook als hij die goed vindt. Hij zegt dat hij van een hond nog een ster kan maken, en hij noemt de jongens dan ook Pups. Zelfs als hij de jongens vertelt dat een lied niet zo goed is als hij het zou willen, weten de jongens altijd zijn ongelijk te bewijzen. Na een tijdje geeft hij zelfs toe dat hij de jongens mag, nadat ze hadden afgerekend met een boyband die Gustavo haatte omdat ze zo perfect waren.
Gustavo heeft ernstige problemen met zijn woedebeheersing, en zijn bloeddruk kan soms heel snel omhoogschieten. Een keer was het zelfs zo erg, dat hij een aardbeving veroorzaakte van 3,1 op de schaal van Richter.
Jo Taylor (Katelyn Tarver) – Het vriendinnetje van Kendall. Wanneer ze nieuw komt in Palmwoods, zijn direct alle vier de jongens smoorverliefd op haar. De jongens probeerden allemaal het vriendje te worden van Jo, maar Kendall zet door en Jo wordt uiteindelijk zijn vriendin. Later in de serie kreeg ze een rol aangeboden waar bijna elke ster van droomde. Ze moest dan wel drie jaar naar (Nieuw-Zeeland). Ze wilde niet gaan maar Kendall zei dat ze wel mag gaan. Ze ging dus weg. Ze komt nog terug in de serie...
Kelly Wainright (Tanya Chisholm) – Kelly is de assistent van Gustavo. Ze kiest meestal de kant van de jongens, en ze is altijd bezig met Gustavo rustig te houden. Ze kan absoluut niet liegen, en wordt dan ook buiten het plan gehouden als Gustavo en de jongens Wayne-Wayne (een jongen die de bad boy moest zijn in de band) aan de kant willen schuiven.
Vrachttrein (Stephen Keys) – De bodyguard van Gustavo, die er altijd voor zorgt dat iedereen doet wat Gustavo wil. Hij is groot, stevig en sterk.
Camille Roberts (Erin Sanders) – Camille is een actrice in Palmwoods, die heel erg verliefd is op Logan en uiteindelijk ook haar vriendje wordt, maar ze maakte het bijna uit omdat ze met James heeft gezoend. Ze is erg aardig en helpt de jongens altijd als ze weer een plan willen uitvoeren om iets voor elkaar te krijgen. Ze slaat Logan en Kendall altijd om haar acteerlessen uit te oefenen.
Jennifer Knight (Challen Cates) – Mevrouw Knight is de charmante, attente, overbezorgde moeder van Kendall en Katie. Ze heeft een tijdje een relatie gehad met de beroemde Fabio, maar het is niet duidelijk of dat nog steeds zo is. Ze heeft veel ervaring met kinderen, hoewel ze soms iets te bezorgd kan zijn, meer over Kendall dan over Katie. Hoewel Kendall 16 is, belt ze hem toch om het uur om te checken of hij veilig is.
Jett Stetson (David Cade) – Jet is de tegenspeler van Jo in de serie: New Town High. Hij denkt dat hij een relatie heeft met Jo, en hij haat Kendall (dit gevoel is wederzijds) omdat Kendall denkt dat Jo en Jett een relatie hebben. Hij kwam voor het eerste voor in de aflevering Welcome Back, Big Time, waarbij Kendall denkt dat hij een relatie heeft met Jo. Jet verbruikt te veel energie per dag dit is gebleken toen hij met Kendall een energiezuinig project moest maken voor school en daarbij een wedstrijd kon winnen om een week vrij van school te krijgen, uiteindelijk hadden ze de wedstrijd gewonnen doordat Kendall, Jet had vastgebonden aan een stoel (dit komt voor in de aflevering Green Time Rush. Hij let veel op zijn uiterlijk, net zoals James, dus neemt hij elke dag een 2 uur durende douche.
Reginald Bitters (David Anthony Higgins) – Mr. Bitters is de chagrijnige manager van
het hotel Palmwoods.
Arthur Griffin (Matt Riedy) – Arthur Griffin is de baas van Gustavo. Hij geeft Gustavo opdrachten om singles te maken. Hij staat op nr. 4 van CEO Tiger magazine en draagt altijd warme broeken.
Mercedes Griffin (Carlie Casey) – Mercedes is de mooie, rijke en bazige dochter van Arthur Griffin. Ze zei dat zíj degene was die de demo koos, maar later werd bekend dat een chimpansee, genaamd Lolo, de goede demo kiest.
Tyler Duncan (Tucker Albrizzi) – Tyler is een 10-jaar oude roodharige jongen die zich altijd verstopt voor zijn moeder, omdat zijn moeder hem altijd in een tvreclame wil stoppen. Hij werd ervan verdacht de helm van Carlos gestolen te hebben toen Carlos' vader in Palmwoods was.
Tylers moeder (Alyssa Preston) – Is de opdringerige moeder van Tyler. Ze wil hem altijd in een televisiereclame steken, ook al wil hij dit niet. Haar echte naam is niet bekend.
De Jennifers (Denyse Tontz), (eerst Spencer Locke)/(daarna Kelli Goss) en (Savannah Jayde) – De Jennifers zijn drie meiden die alle drie Jennifer heten. Ze vinden zichzelf helemaal geweldig, maar ze worden door niemand aardig gevonden. 
Gitaardude (Barnett O'Hara) – Gitaardude verblijft ook in Palmwoods. Hij speelt altijd gitaar. Het enige wat hij zegt is what's up en daarbij gebruikt hij natuurlijk zijn gitaar. Volgens Camille was hij eerst nog een cellist die klassieke muziek speelde.
Buddha Bobb (Daran Norris) – Is de klusjesman van Palmwoods. Mevrouw Knight dacht dat hij een bijlmaniak was, wat echter niet bleek te zijn want hij was bezig met een jam donut.
Bliksem (Lightning) – Is een hond die vaak opduikt in de serie, bijvoorbeeld toen hij Carlos' helm had gestolen en hij een drol liet liggen waar Logan met zijn nieuwe heel dure schoenen instapte.
Dr.Hollywood (Lorenzo Lamas) – De dokter in Palmwoods, Maar hij is niet de beste dokter.
Lucy Stone (Malese Jow) – Rockgoddin in Palmwoods. Ze is stoer en heeft haar haar rood geverfd. Wanneer blijkt dat Lucy verliefd is op Kendall en ze zoenen, komt Jo terug. Uiteindelijk kiest Kendall toch voor Jo. Ze vertrekt dan uit Palmwoods maar keert echter later in de serie terug.
Mister x (Fred Tallaksen) – Hij is de dans instructeur voor bands van Gustavo, maar ook diverse andere muziekgroepen. Hij gebruikt vaak woorden die beginnen met de letter X.
Sylvia Garcia (Jill-Michele Melean) – Zij is de moeder van Carlos. Ze doet waarschijnlijk iets met computers als werk,  zoals te zien was in de aflevering Big Time Moms. Haar specialiteit is gezond eten.  Ze kwam in 1 aflevering voor Big Time Moms.
Brooke Diamond (Lisa Rinna) – Zij is de moeder van James. Ze is heel koppig en aanvaardt geen Nee!. Door haar noemt Hortence (Logan) nu Logan omdat ze de naam Hortence niet mooi vond. Ze heeft haar eigen cosmeticabedrijf: Brooke Diamond Cosmetics. In de aflevering Big Time Moms wilde ze James terug naar Minnesota halen om zo de toekomstige eigenaar te worden van Brooke Diamond Cosmetics (de eigenlijke reden was omdat ze James miste) maar hier staken de andere moeders een stokje voor. Ze laat iedereen altijd haar zalfjes proberen, en als deze persoon dan gillend wegrent, zegt ze daarna: ‘Dat het brandt, betekent dat het werkt!’. Ze kwam in 1 aflevering voor: Big Time Moms.
Joanne Mitchell (Holly Wortell) – Zij is de moeder van Logan. Ze is waarschijnlijk makelaar, zoals te zien was in de aflevering Big Time Moms. Haar specialiteit is opruimen. Ze kwam in 1 aflevering voor: Big Time Moms.
| Amerikaanse rol  | Opmerkingen                                                                 |
| ---------------- | --------------------------------------------------------------------------- |
| Kendall Knight   | Leider van de groep, relatie met Jo.                                        |
| James Diamond    | Let veel op uiterlijk, vooral gezicht, wasbordje en haar.                   |
| Carlos Garcia    | Heeft altijd een helm op, is een beetje klunzig.                            |
| Logan Mitchell   | Slimste van groep, knipperlichtrelatie met Camille.                         |
| Katie Knight     | Slim en sluwe zusje helpt Big Time Rush en werkt meestal Mr. Bitters tegen. |
| Kelly Wainwright | Assistente van Gustavo, kan absoluut niet liegen.                           |
| Gustavo Rocque   | Altijd onwillig op de jongens gesteld.                                      |
| Jo Taylor        | Actrice. Relatie met Kendall.                                               |
| Camille Roberts  | Actrice, knipperlichtrelatie met Logan.                                     |
| Jennifer Knight  | Zorgzame moeder van Kendall en Katie.                                       |
| Reginald Bitters | Altijd chagrijnig en werkt altijd tegen Big Time Rush.                      |
| Arthur Griffin   | Baas van Gustavo Rocque.                                                    |

### Nederlandse stemmen
- Kendall Knight – Levi van Kempen
- James Diamond – Jurjen van Loon
- Carlos Garcia – Martijn van Voskuijlen
- Logan Mitchell – Jop Joris
- Gustavo Rocque – Bas Keijzer (seizoen 1-2) – Stan Limburg (seizoen 3-4)
- Arthur Griffin – Just Meijer
- Mr. Reginald Bitters – Florus van Rooijen
- Jo Taylor – Niki Romijn
- Katie Knight (Zus van Kendall) – Tara Hetharia
- Jennifer Knight (Moeder van kendall) – Peggy Vrijens
- Kelly Wainwright – Linda Wagenmakers
- Dr Hollywood – Louis van Beek
- Camille Roberts – Lizemijn Libgott
- De Jennifers – Cynthia de Graaf, Lizemijn Libgott, Meghna Kumar

## Afleveringen
| Seizoen       | Afleveringen  | Uitzendingen      | Uitzendingen     | Dvd-uitgave     | Dvd-uitgave  | Dvd-uitgave      | Dvd-uitgave       |
| Seizoen       | Afleveringen  | Start             | Einde            | Deel 1          | Deel 2       | Deel 1           | Deel 2            |
| ------------- | ------------- | ----------------- | ---------------- | --------------- | ------------ | ---------------- | ----------------- |
| 1             | 20            | 28 november 2009  | 20 augustus 2010 | 29 maart 2011   | 21 juni 2011 | 16 november 2011 | 19 september 2012 |
| 2             | 29            | 25 september 2010 | 28 januari 2012  | 31 oktober 2012 | 3 juli 2013  | 21 november 2012 | 19 juni 2013      |
| Televisiefilm | Televisiefilm | 10 maart 2012     | 10 maart 2012    |                 |              |                  |                   |
| 3             | 12            | 12 mei 2012       | 10 november 2012 |                 |              |                  |                   |
| 4             | 13            | 2 mei 2013        | 25 juli 2013     |                 |              |                  |                   |

## Discografie
Het eerste volledige album van Big Time Rush, B.T.R., wordt via Sony/Columbia uitgebracht op 11 oktober 2010 in de Verenigde Staten. De cd zal onder andere de volledige versies bevatten van de nummers Stuck, This is Our Someday en Count on You. Op dezelfde dag zal de eerste dvd van de show uitgebracht worden.
Op 30 november is hun tweede album Holiday Bundle in de Verenigde Staten uitgekomen. De twee nummers van het album zijn Beautiful Christmas en All I Want For Christmas. Deze twee nummers komen op 4 december in de Verenigde Staten op tv in de aflevering Big Time Christmas.
Het nummer Famous is te downloaden via iTunes sinds 29 juni, en inmiddels zijn de officiële muziekvideo's van Famous, Any kind of guy en Halfway There uit. Op 30 november zijn de nummers Beautiful Christmas en All I Want For Christmas op iTunes verschenen.
Nadat het tweede seizoen van Big Time Rush zal worden uitgezonden in de Verenigde Staten zullen de jongens ook op tour gaan. De tour begint op 29 oktober, in Dallas (Texas), en hij zal eindigen op 21 november in Portland (Oregon).

### Singles
| Jaar | Lied                    | Topposities (in de VS) | Album  |
| ---- | ----------------------- | ---------------------- | ------ |
| 2009 | Big Time Rush           | 116                    | B.T.R. |
| 2010 | Any Kind of Guy         | 124                    | B.T.R  |
| 2010 | Halfway There           | 093                    | B.T.R. |
| 2010 | Famous                  | 119                    | B.T.R. |
| 2010 | City Is Ours            | 065                    | B.T.R. |
| 2010 | Till I Forget About You | 112                    | B.T.R. |
| 2010 | Boyfriend               | 079                    | B.T.R. |
| 2010 | Big Night               | 079                    | B.T.R. |

### Uitgebrachte nummers
| Jaar | Lied                  | Album                           |
| ---- | --------------------- | ------------------------------- |
| 2010 | Worldwide             | B.T.R.                          |
| 2011 | Nothing Even Matters  | B.T.R.                          |
| 2010 | Oh Yeah               | B.T.R.                          |
| 2010 | I Know You Know       | B.T.R.                          |
| 2010 | Count On You          | B.T.R.                          |
| 2010 | Shot In The Dark      | Komt niet op een album.         |
| 2010 | Let’s Stay In Our PJs | Komt niet op een album.         |
| 2010 | Beautiful Christmas   | Komt niet op een album.         |
| 2011 | Dance, Dance, Dance   | Komt niet op een album.         |
| 2011 | The mom song          | Komt niet op een album.         |
| 2011 | Blow your speakers    | US iTunes Store bonus track     |
| 2011 | If I Ruled The World  | Elevate                         |
| 2011 | Music Sounds Better   | Elevate                         |
| 2011 | Superstar             | Elevate                         |
| 2011 | All Over Again        | Elevate                         |
| 2011 | Elevate               | Elevate                         |
| 2011 | Paralyzed             | BTR's official website version  |
| 2011 | Love Me Love Me       | Elevate                         |
| 2011 | Epic                  | Bonustrack op Elevate iTunes UK |
| 2012 | Windows Down          | 2012 Release bonus track        |
| 2012 | Time of Our Life      | Elevate                         |
| 2012 | No Idea               | Elevate                         |
| 2013 | We are                | 24/7                            |
| 2013 | 24/Seven              | 24/7                            |

### Albums (Verenigde Staten)
| Naam           | Verschijningsdatum (in de VS) | Aantal songs         | Topposities (in de VS) |
| -------------- | ----------------------------- | -------------------- | ---------------------- |
| B.T.R.         | 11 oktober 2010               | 11 + 2 bonussongs    | 3                      |
| Holiday Bundle | 30 november 2010              | 2                    | 1                      |
| Elevate        | 21 november 2011              | 12 + 1 bonustrack UK | 12                     |
| 24/Seven       | 11 juni 2013                  | 10 + 5 bonustracks   | 4                      |

## Hitnoteringen

### Albums
| Album met eventuele hitnotering(en) in de Nederlandse Album Top 100 | Datum van verschijnen | Datum van binnenkomst | Hoogste positie | Aantal weken | Opmerkingen |
| ------------------------------------------------------------------- | --------------------- | --------------------- | --------------- | ------------ | ----------- |
| BTR                                                                 | 17-12-2010            | 05-02-2011            | 43              | 9            |             |
| 24 / seven                                                          | 2013                  | 06-07-2013            | 94              | 1*           |             |

| Album met hitnotering(en) in de Vlaamse Ultratop 200 albums | Datum van verschijnen | Datum van binnenkomst | Hoogste positie | Aantal weken | Opmerkingen |
| ----------------------------------------------------------- | --------------------- | --------------------- | --------------- | ------------ | ----------- |
| BTR                                                         | 2010                  | 03-09-2011            | 93              | 2            |             |
| 24 / seven                                                  | 2013                  | 29-06-2013            | 178             | 1*           |             |

### Singles
| Single met hitnotering(en) in de Vlaamse Ultratop 50 | Datum van verschijnen | Datum van binnenkomst | Hoogste positie | Aantal weken | Opmerkingen |
| ---------------------------------------------------- | --------------------- | --------------------- | --------------- | ------------ | ----------- |
| Windows down                                         | 2012                  | 22-09-2012            | top49*          | 4            |             |